# Niederländische Badmintonmeisterschaft 2019
Die Niederländische Badmintonmeisterschaft 2019 fand vom 1. bis 3. Februar 2019 in Almere statt. 

## Austragungsort
- Topsportcentrum Almere, Almere

## Medaillengewinner
| Disziplin    | Gold                         | Silber                           | Bronze                               |
| ------------ | ---------------------------- | -------------------------------- | ------------------------------------ |
| Herreneinzel | Mark Caljouw                 | Aram Mahmoud                     | Joran Kweekel                        |
| Herreneinzel | Mark Caljouw                 | Aram Mahmoud                     | Michiel Kruijt                       |
| Dameneinzel  | Soraya de Visch Eijbergen    | Gayle Mahulette                  | Amy Tan                              |
| Dameneinzel  | Soraya de Visch Eijbergen    | Gayle Mahulette                  | Wendy Hoeve                          |
| Herrendoppel | Jelle Maas Robin Tabeling    | Jacco Arends Ruben Jille         | Wessel van der Aar Ties van der Lecq |
| Herrendoppel | Jelle Maas Robin Tabeling    | Jacco Arends Ruben Jille         | Jim Middelburg Alex Vlaar            |
| Damendoppel  | Selena Piek Cheryl Seinen    | Debora Jille Alyssa Tirtosentono | Samantha Cuntapay Iris Tabeling      |
| Damendoppel  | Selena Piek Cheryl Seinen    | Debora Jille Alyssa Tirtosentono | Myke Halkema Dorien Lups             |
| Mixed        | Ruben Jille Imke van der Aar | Robin Tabeling Selena Piek       | Alex Vlaar Iris Tabeling             |
| Mixed        | Ruben Jille Imke van der Aar | Robin Tabeling Selena Piek       | Jim Middelburg Myke Halkema          |